# 제롬 르바네르
제롬 르바네르(프랑스어: Jérôme Le Banner, 1972년 12월 26일 ~ )는 프랑스의 권투 선수, 킥복싱 선수, 종합격투기 선수다.

## 생애

### 출생
프랑스에서 태어났다. 그랑 가장 친한 친구는 피터 아츠, 게리 굿리지이다, 그의 가장 굴욕적인 패배는 2007년 3월 4일에 자신보다 경험이 적고 신체가 작은 일본의 신예 사와야시키 준이치에게 판정패한 바 있다. 2007년 9월 29일 서울에는 루슬란 카라에프의 결장으로 박용수와 붙어서 손쉽게 재기하고 2007년 12월 8일 요코하마 월드그랑프리 결승전에서는 첫 번째 상대인 최홍만을 아웃파이팅으로 판정승을 하였고 준결승전에서는 로봇 세미 슐트에게 발목이 잡혀 TKO로 패하고 말았다. 2008년 6월 29일 후쿠오카에서는 다시 한번 슈퍼파이트 원매치로 리벤지에 도전했지만 결국 판정패했다. 2008년 9월 27일 서울에는 자신에게 굴욕을 안겨준 사와야시키 준이치에게 리벤지를 성공하고 12월 6일 WGP 파이널 토너먼트 4시합에서 2타임 챔피언 레미 본야스키와 대결했지만 왼쪽 팔부상으로 인해 TKO로 탈락하게 된다. 2008년 연말에는 자신과 4번이나 싸운 바가 있는 마크 헌트와 종합룰로 붙기로 되어있었지만 결핵에 걸려 빠지게 된다. 2009년 3월 28일에는 극진의 괴물 신예 에베르통 테이셰이라와 붙었지만 단조로운 경기운영으로 인하여 결국 5R 2:1 재연장판정패를 하게 된다.

### 정보
주 베이스는 킥복싱이고, 키는 190cm에 체중은 120kg대로 헤비급에서 좋은 체격조건을 지니고 있다. 그 밖의 전적 중 킥복싱 전적은 69전 53승 13패 2무 1무효(40 KO)이고, 복싱 전적은 5전 5승 0패(4 KO)이다. 그가 K-1에서 가장 친한 선수는 피터 아츠이다. 모든 전적들 중 KO률이 70 ~ 80%로 화끈한 하드펀쳐이자 위력적인 킥의 소유자이다.

## 격투기 전적 정보

### 종합격투기 전적
- 6전 3승 2패 1무(3 KO)

| 경기일자         | 상대          | 결과   | 내용                  | 대회                                |
| ---------------- | ------------- | ------ | --------------------- | ----------------------------------- |
| 2010년 12월 31일 | 이시이 사토시 | 패     | 3R 판정               | K-1 다이너마이트 2010               |
| 2006년 3월 15일  | 지미 암브리즈 | 승     | 1R 2분 04초 KO        | K-1 - Hero'4                        |
| 2005년 12월 31일 | 알란 카라에프 | 승     | 2R 1분 14초 KO        | K-1 다이너마이트 2005               |
| 2005년 3월 26일  | 추성훈        | 승     | 1R 2분 24초 KO        | K-1 - Hero'1                        |
| 2004년 12월 31일 | 밥 샵         | 무승부 | 4R DRAW               | K-1 다이너마이트 2004               |
| 2001년 12월 31일 | 야스다 타다오 | 패     | 2회 2분 50초 포리암바 | Inoki Bom-Ba-Ye 2001 - K-1 vs Inoki |

### 입식격투기 전적
- 62전 41승 19패 1무 1무효(28 KO)

| 경기일자         | 상대                | 결과   | 내용                | 대회                                 |
| ---------------- | ------------------- | ------ | ------------------- | ------------------------------------ |
| 2010년 10월 2일  | 후지모토 쿄타로     | 패     | 3R 종료 실격        | K-1 월드 GP 2010 final 16            |
| 2010년 4월 3일   | 타이론 스퐁         | 승     | 3R 판정             | K-1 월드 GP 2010 yokohama            |
| 2009년 12월 5일  | 세미 슐트           | 패     | 1R KO               | K-1 월드 GP 2009 final 16            |
| 2009년 9월 26일  | 모리 아키오         | 승     | 3R 판정             | K-1 월드 GP 2009 final 16            |
| 2009년 3월 28일  | 에베르통 테이셰이라 | 패     | 5R 재연장판정       | K-1 월드 GP 2009 in yokohama         |
| 2008년 12월 6일  | 레미 본야스키       | 패     | 3R 1분 46초 TKO     | K-1 월드 GP 2008 final               |
| 2008년 9월 27일  | 사와야시키 준이치   | 승     | 3R 판정             | K-1 월드 GP 2008 final 16            |
| 2008년 6월 29일  | 세미 슐트           | 패     | 3R 판정             | K-1 월드 GP 2008 in fukuoka          |
| 2007년 12월 8일  | 세미 슐트           | 패     | 2R 1분 2초 TKO      | K-1 월드 GP 2007 final               |
| 2007년 12월 8일  | 최홍만              | 승     | 3R 판정             | K-1 월드 GP 2007 final               |
| 2007년 9월 29일  | 박용수              | 승     | 1R 1분 54초 KO      | K-1 월드 GP 2007 final 16            |
| 2007년 3월 4일   | 사와야시키 준이치   | 패     | 3R 판정             | K-1 월드 GP 2007 in yokohama         |
| 2006년 12월 2일  | 세미 슐트           | 패     | 3R 판정             | K-1 월드 GP 2006 final               |
| 2006년 9월 30일  | 최홍만              | 승     | 4R 연장판정         | K-1 월드 GP 2006 final 16            |
| 2006년 5월 13일  | 레미 본야스키       | 승     | 3R 판정             | K-1 월드 GP 2006 in amsterdam        |
| 2005년 11월 19일 | 피터 아츠           | 패     | 4R 연장판정         | K-1 월드 GP 2005 final               |
| 2005년 9월 23일  | 게리 굿리지         | 승     | 1R 2분 13초 KO      | K-1 월드 GP 2005 final 16            |
| 2005년 5월 27일  | 시릴 아비디         | 승     | 4R 연장 2분 53초 KO | K-1 월드 GP 2005 in paris            |
| 2004년 12월 4일  | 아마다 히로미       | 승     | 2R 1분 3초 KO       | K-1 월드 GP 2004 final               |
| 2004년 9월 25일  | 프랑수아 보타       | 패     | 3R TKO              | K-1 월드 GP 2004 final 16            |
| 2004년 7월 17일  | 터렌스 리즈비       | 승     | 1R 53초 KO          | K-1 월드 GP 2004 in seoul            |
| 2003년 9월 21일  | 샤커 즐             | 승     | 2R 1분 16초         | K-1 survival 2003                    |
| 2003년 6월 14일  | 비탈리 오프라멘코   | 승     | 2R 2분 32초 KO      | K-1 월드 GP 2003 in paris            |
| 2002년 12월 7일  | 어네스트 후스트     | 패     | 3R 1분 25초 KO      | K-1 월드 GP 2002 final               |
| 2002년 12월 7일  | 마크 헌트           | 승     | 3R 판정             | K-1 월드 GP 2002 final               |
| 2002년 12월 7일  | 모리 아키오         | 승     | 2R 51초 TKO         | K-1 월드 GP 2002 final               |
| 2002년 10월 5일  | 게리 굿리지         | 승     | 1R 42초 KO          | K-1 월드 GP 2002 final 16            |
| 2002년 8월 28일  | 돈 프라이           | 승     | 1R 1분 30초 KO      | K-1 다이너마이트 2002                |
| 2002년 5월 25일  | 마크 헌트           | 승     | 2R TKO              | K-1 월드 GP 2002 in paris            |
| 2002년 3월 3일   | 아마다 히로미       | 승     | 1R 1분 42초 KO      | K-1 월드 GP 2002 in nagoya           |
| 2001년 12월 8일  | 마크 헌트           | 패     | 2R 2분 32초 KO      | K-1 월드 GP 2001 final               |
| 2001년 8월 19일  | 마크 다윗           | 승     | 2R 1분 45초 KO      | K-1 andy memorial 2001 일본 GP final |
| 2001년 6월 24일  | 스테판 레코         | 승     | 5R 판정             | K-1 survival 2001 일본 GP final 16   |
| 2001년 4월 29일  | 아담 와트           | 승     | 1R 46초 KO          | K-1 월드 GP 2001 in osaka            |
| 2001년 4월 29일  | 에벤젤 판테스부라가 | 승     | 1R 1분 3초 KO       | K-1 월드 GP 2001 in osaka            |
| 2001년 4월 29일  | 파벨 마이어         | 승     | 1R 2분 15초 KO      | K-1 월드 GP 2001 in osaka            |
| 2001년 3월 17일  | 마이크 베르나르도   | 무효   | 3R 판정             | K-1 GRADIATORS 2001                  |
| 2000년 7월 30일  | 어네스트 후스트     | 승     | 1R TKO              | K-1 월드 GP 2000 in nagoya           |
| 2000년 7월 30일  | 니콜라스 페타스     | 승     | 1R KO               | K-1 월드 GP 2000 in nagoya           |
| 2000년 7월 30일  | 마크 헌트           | 승     | 3R 판정             | K-1 월드 GP 2000 in nagoya           |
| 2000년 5월 28일  | 얀 노르키아         | 승     | 1R 1분 7초 KO       | K-1 survival 2000                    |
| 2000년 4월 23일  | 프란시스코 필리오   | 승     | 1R 2분 2초 KO       | K-1 the millennium                   |
| 1999년 12월 5일  | 어네스트 후스트     | 패     | 2R 26초 KO          | K-1 월드 GP 1999 final               |
| 1999년 12월 5일  | 피터 아츠           | 승     | 1R 1분 11초 KO      | K-1 월드 GP 1999 final               |
| 1999년 10월 3일  | 맷 스켈톤           | 승     | 1R 1분 59초 KO      | K-1 월드 GP 1999 final 16            |
| 1998년 9월 19일  | 에스디토 다 실바    | 승     | 1R KO               | K-1 월드 GP 1998 final               |
| 1998년 7월 18일  | 샘 그레코           | 승     | 2R 2분 7초 KO       | K-1 Dream '98                        |
| 1998년 5월 24일  | 컴뱃 지요           | 승     | 2R 24초 KO          | K-1 Braves'98                        |
| 1997년 11월 9일  | 어네스트 후스트     | 패     | 1R 1분 15초 KO      | K-1 월드 GP 1997 final               |
| 1997년 9월 7일   | 릭 루퍼스           | 승     | 3R 2분 5초 KO       | K-1 월드 GP 1997 final 16            |
| 1997년 7월 20일  | 피터 아츠           | 패     | 2R 1분 19초 KO      | K-1 Dream 97                         |
| 1997년 4월 29일  | 레이 세포           | 패     | 1R 1분 31초 KO      | K-1 Braves 97                        |
| 1996년 12월 8일  | 샘 그레코           | 무승부 | 5R 판정             | K-1 허큘리즈 96                      |
| 1996년 10월 18일 | 어네스트 후스트     | 승     | 2R 2분 57초 KO      | K-1 Starwars 96                      |
| 1996년 9월 1일   | 타케루              | 승     | 4R 2분 49초 KO      | K-1 Revenge 96                       |
| 1996년 3월 10일  | 미르코 필로포비치   | 패     | 5R 판정             | K-1 월드 GP 1996 final 16            |
| 1995년 12월 9일  | 앤디 훅             | 패     | 5R 판정             | K-1 허큘리즈 95                      |
| 1995년 9월 3일   | 존 클레인           | 승     | 2R 1분 10초 KO      | K-1 리벤지2 95                       |
| 1995년 5월 4일   | 피터 아츠           | 패     | 1R 1분 37초 KO      | K-1 월드 GP 1995 final               |
| 1995년 5월 4일   | 마이크 베르나르도   | 승     | 2R 2분 55초 KO      | K-1 월드 GP 1995 final               |
| 1995년 5월 4일   | 사다케 마사아키     | 승     | 3R 2분 32초 KO      | K-1 월드 GP 1995 final               |
| 1995년 3월 3일   | 노크위 데비         | 패     | 5R 판정             | K-1 월드 GP 1995 final 16            |

## 타이틀
- K-1 월드그랑프리 2001 오사카 챔피언
- K-1 월드그랑프리 2000 나고야 챔피언
- W.K.N 월드 무에타이 슈퍼헤비급 챔피언
- ISKA 월드 슈퍼헤비급 무에타이 챔피언
- ISKA 인터콘티넨탈 챔피언
- ISKA 프랑스 킥복싱 챔피언
- ISKA 유러피안 킥복싱 챔피언

## 출연작
- 2008년
  - 아스테릭스 앳 더 올림픽 게임(Asterix Aux Jeux Olympiques)
  - 디스코(Disco)

- 2007년
  - 스콜피온(Scolpion)
  - 바빌론 A.D(Babylon A.D) - 킬라 役